# メクリジン
メクリジン（Meclizine）は制吐効果を持つ抗ヒスタミン薬の一種である。多くの場合、塩酸塩（塩酸メクリジン）の形で処方される。一般用医薬品としては、第2類医薬品に分類される。日本では単剤またはスコポラミン臭化水素酸塩水和物などとの配合剤であることが多いが、さらにピリドキシンを配合した製剤もある。海外ではナイアシンとの合剤があった。

## 分類
メクリジンはピペラジン系の第一世代抗ヒスタミン薬である。構造的・薬理学的にバクリジン、シクリジン、ヒドロキシジンと同様であるが、血中半減期は6時間程度であり、シクリジンやヒドロキシジンの約20時間と比べると短い（排泄されているわけではない）。

## 効能・効果
目眩治療薬・制吐薬であり、特に乗り物酔いに関連した嘔気、嘔吐、目眩の予防・治療に用いられる。メクリジンはしばしばオピオイドと併用される。特にメサドン、デキストロプロポキシフェン、ジピパノンなどの開環系との併用が好まれる。
米国の食品医薬品局（FDA）からは乗り物酔いの症状の治療、前庭系に疾患の影響が及ぶことでの目眩の軽減に使用することが認められている。メクリジンの安全性と有効性は、12歳未満の小児では確立していないので、使用は勧められない。65歳以上の高齢者については眠気などの危険が増加するので注意して用いるべきである。

### 乗り物酔い
嘔気、嘔吐、目眩などの乗り物酔い症状の治療・予防に用いる。25 - 50mgを旅行の1時間前に経口投与する。長時間の旅行をする時には6時間毎に服用する。
妊娠に伴う嘔気の治療にも効果があり、第一選択薬とされている。ドキシラミンも同様に安全性が高い。メクリジンは特に運動刺激で誘発される疾患に対しては強い薬ではないので、そのような場合は次の手段を考えるべきである。

### 回転性目眩
メクリジンは内耳炎などによる回転性目眩や平衡障害の軽減に有効である。推奨用量は1日当り25 - 100mg（分割投与）である。

### 骨伸長作用
2013年に発表された名古屋⼤学の研究によれば、メクロジンは軟骨無形成症で異常に活性化する線維芽細胞増殖因子受容体3（FGFR3）の活性を抑制し、胚脛骨の縦方向の長さを増加する作用があるとされ、さらに軟骨細胞の増殖および分化を促進する作用があるとされる。加えて、メクロジンはERK（細胞外シグナル調節キナーゼ）のFGF2介在性リン酸化を抑制することが確認された。メクロジンは低身⻑を呈する各種疾患の治療薬となりうる可能性があるとされている。

## 副作用
抗コリン作用があり、眠気を催すことがあるため自動車などの運転は注意が必要である。まれに霧視が起こる。排尿困難や眼内圧上昇を起こすことがあるため、腎機能障害や緑内障患者は服用前に医師へ相談することが望ましい。他に口渇、便秘などの副作用が見られるが、旧い薬であるスコポラミンよりは起こり難いとされる。乗り物酔い防止薬、鎮咳去痰薬、総合感冒薬、鼻炎薬など抗ヒスタミン薬が含まれている医薬品は多いので、重複服用による過剰摂取に注意する。
重大なアレルギー反応はまれであるが、発生したら直ちに医師に見せなければならない。アレルギー反応の兆候には、発疹、痒み、腫れ、重症目眩、呼吸困難などが挙げられる。

### 眠気
メクリジンの副作用として、眠気が起こりうる。影響のある時間内には重機などを操作しないように気をつける必要がある。メクリジンが効いている時間内にアルコールを摂取すると、眠気が増強される。

### 高齢者での副作用
あらゆる抗コリン薬とメクリジンは相互作用して、認知症の高齢者（65歳以上）で混乱や易刺激性の出現率を高める。従って高齢者にメクリジンを服用させる際には注意が必要である。

## 作用機序
メクリジンはヒスタミンH1の遮断薬である。抗コリン効果、中枢神経抑制効果、局所麻酔効果を持っている。
and local anesthetic effects. Its 制吐効果と目眩治療効果については完全には明らかになっていないが、中枢神経系への抗コリン作用が関与している。メクリジンは迷路系の興奮と前庭系の刺激を抑えるので、延髄の化学受容器引き金帯に影響を与えている可能性もある。メクリジンはドーパミンのD1様受容体およびD2様受容体に対しても弱く結合するが、強硬症は引き起こさない。マウスの場合は、抗コリン作用が関係していると思われる。